# Cajus Bruun
Cajus Marius Zeuthen Bruun, född 25 februari 1866 i Gjøl sogn, Hjørring, död 1 november 1919 i Köpenhamn, var en dansk skådespelare.
Bruun scendebuterade den 13 februari 1888 på Odense Teater som Garding i Karens Garde och verkade därefter vid skiftande scener i provinsen. Åren 1889–1890 var han engagerad hos Bernard Levy i Norge och 1891 hos Lauritz Swendsen. Åren 1901–1905 engagerades han vid Casino och därefter vid Dagmarteatern och Det Ny Teater. Den 1 juli 1913 engagerades han vid Det Kongelige Teater där han blev kvar till sin död.
Vid sidan av teatern var han aktiv som filmskådespelare. Han fick större roller på film än på teatern och arbetade för bolagen Kinografen, Nordisk och Astra. Han debuterade 1911 i Den store Gevinst och kom att medverka i 35 filmer fram till och med 1923 (postumt).
Cajus Bruun var son till godsförvaltaren  Jens Severin Bruun och Caroline Marie Dorthea Dam. Cajus Bruun var från 1894 gift med skådespelaren Clara Bentzen och far till skådespelaren Angelo Bruun. Cajus Bruun ligger begraven på Gentofte kyrkogård i Köpenhamn.

## Filmografi (urval)
- 1912 – En moders kaerlighed